# Pentwyn
Pentwyn est un quartier de la ville de Cardiff, au pays de Galles, disposant du statut de communauté.

## Géographie
Pentwyn se situe au nord-est du centre-ville de Cardiff.

## Démographie
Au recensement de 2011, la communauté de Pentwyn comptait 15 634 habitants.